# گلن کامارا
گلن کامارا (انگلیسی: Glen Kamara؛ زادهٔ ۲۸ اکتبر ۱۹۹۵) بازیکن فوتبال اهل فنلاند است.
از باشگاه‌هایی که در آن بازی کرده‌است می‌توان به باشگاه فوتبال آرسنال، باشگاه فوتبال ساوتند یونایتد، باشگاه فوتبال کولچستر یونایتد، و باشگاه فوتبال داندی یونایتد اشاره کرد.
وی همچنین در تیم‌های ملی فوتبال زیر ۱۹ سال و زیر ۲۱ سال فنلاند بازی کرده‌است.